# 中和竟南宮
中和竟南宮，俗稱烘爐地仙公廟，址為臺灣新北市中和區興南路二段399巷136號，位於烘爐地山，烘爐地土地公廟旁，主祀道教全真派祖師呂純陽真人。

## 祀神
- 正殿：孚佑帝君呂純陽祖師、關聖帝君、岳武穆王、隆恩真君、司命灶君。

- 靈霄寶殿（玉皇殿）：玉皇上帝、南斗星君、北斗星君、三官大帝、釋迦如來、太上老君、至聖先師。

- 後殿：恆升堂開山純陽祖師、關聖帝君、司命灶君、太歲星君等。

## 沿革
清光緒二十四年（1898年），中和地方居士呂登標與從兄弟合創「恒升堂」，奉祀全真派祖師呂純陽真人，為鄉親扶鸞解惑。
1962年，遷廟於現中和區興南路一段，改稱竟南宮。
1964年，遷廟至今日興南路二段254號游家祖祠「開南堂」。
1974年，呂登標，呂漳盛兄弟之子孫捐獻廟地，遷廟至烘爐地山下。